# Hoche (stanice metra v Paříži)
Hoche je nepřestupní stanice pařížského metra na lince 5. Nachází se mimo hranice Paříže na území sousedního města Pantin pod Avenue Jean Lolive u křižovatky s ulicemi Rue Hoche a Rue du Pré-Saint-Gervais.

## Historie
Stanice byla otevřena 12. října 1942 při prodloužení linky 5 ze stanice Gare du Nord do Église de Pantin.

## Název
Jméno stanice je odvozeno od názvu ulice Rue Hoche. Lazare Hoche (1768–1797) byl francouzský generál během Francouzské revoluce. Na nástupišti ve směru Bobigny – Pablo Picasso je ve vitrině generálova busta a vyobrazení přibližující jeho život.

## Vstupy
Stanice má dva východy na Avenue Jean Lolive.